# Епархия Урданеты
Епархия Урданеты (лат. Dioecesis Urdanetensis) — епархия Римско-Католической церкви с центром в городе Урданета, Филиппины. Епархия Урданеты входит в митрополию Лингайен-Дагупана. Кафедральным собором епархии Урданеты является церковь Непорочного Зачатия Пресвятой Девы Марии.

## История
12 января 1985 года Римский папа Иоанн Павел II выпустил буллу Non raro catholicorum, которой учредил епархию Урданеты, выделив её из apxиепархии Лингайен-Дагупана.

## Ординарии епархии
- епископ Pedro Magugat (1985 — 1990);
- епископ Jesus Castro Galang (1991 — 2004);
- епископ Jacinto Agcaoili Jose (2005 — по настоящее время).

## Источник
- Annuario Pontificio, Libreria Editrice Vaticana, Città del Vaticano, 2003, ISBN 88-209-7422-3
- Булла Non raro catholicorum  (лат.)